# Michihiro Ozawa
Michihiro Ozawa (n. 25 decembrie 1932) este un fost fotbalist japonez.

## Statistici
| Japonia | Japonia | Japonia |
| An      | Meciuri | Goluri  |
| ------- | ------- | ------- |
| 1956    | 3       | 0       |
| 1957    | 0       | 0       |
| 1958    | 4       | 0       |
| 1959    | 9       | 0       |
| 1960    | 1       | 0       |
| 1961    | 6       | 0       |
| 1962    | 7       | 0       |
| 1963    | 5       | 0       |
| 1964    | 1       | 0       |
| Total   | 36      | 0       |